# 东横浜路
东横浜路是中华人民共和国上海市虹口区的一条街道，南北走向。道路北起多伦路，南至海伦西路。两旁主要是老式民宅。